# Davey Havok
Davey Havok, pseudonimo di David Paden Marchand, nato David Paden Passaro (Rochester, 20 novembre 1975), è un cantante statunitense di origine siciliana da parte di padre ed irlandese e nord-italiana da parte di madre. È il frontman del gruppo punk rock statunitense AFI.

## Biografia
All'età di tre anni rimase orfano di padre; sua madre si risposò e Davey prese il cognome del patrigno, "Marchand". La sua famiglia si trasferì da Rochester a Ukiah, in California, quando lui aveva cinque anni. Lì Davey frequentò la scuola cattolica fino alle medie. Durante il liceo, insieme agli amici Markus Stopholese e Vic Chalker, decise di formare una band, che successivamente divenne nota col nome AFI (A Fire Inside). Si unì a loro Adam Carson. Subito dopo il liceo la band si sciolse, e Davey si trasferì a Berkeley per frequentare l'università studiando inglese e psicologia. Nonostante i pressanti impegni universitari, Davey continuò a scrivere canzoni, che vennero poi inserite negli album: Answer That and Stay Fashionable e Very Proud of Ya. I ragazzi suonarono davanti a diverse centinaia di persone al Phoenix Theatre. La band decise quindi di riunirsi nel 1995 e di incidere il primo album Answer That and Stay Fashionable, che uscì nel 1995 per la Wingnut Records. Nel 1996, il secondo album Very proud of ya uscì per la Nitro Records, seguito un anno dopo da Shut your mouth and open your eyes. Nel 1999, la band pubblicò Black sails in the sunset, il loro quarto album e nel 2000 The art of drowning. Più avanti, Davey Havok si unì a Steve Zing, London May e Todd Youth dei Samhain e, formata la band Son Of Sam, registrò con loro l'album Songs from Earth. Gli fu successivamente chiesto di entrare a far parte dei Misfits come leader, ma lui rifiutò. Nel 2003 venne pubblicato Sing the sorrow e tre anni dopo, il 6 giugno, uscì Decemberunderground per la Interscope Records. Altri due album, Crash love (2009) e Burials (2013) vennero pubblicati. Parallelamente al progetto AFI, nel 2007 Davey cominciò un progetto elettronico insieme al chitarrista Jade Puget, che prese il nome di Blaqk Audio; nello stesso anno, pubblicarono il primo album dal titolo CexCells. Il secondo album, Bright black heaven, venne pubblicato nel settembre 2012.
Nel 2007, lui e Jeffree Starr fecero da modelli per la linea di gioielli "Tokyo hardcore" di Tarina Tarantino. Due anni dopo, nel 2009, Davey prese parte al film Godkiller di Lance Heriksen, in cui doppia l'antagonista Dragos. Nel marzo 2011 si unì al cast del musical American Idiot interpretando St.Jimmy. Il 21 febbraio 2013 annunciò di aver scritto il suo primo libro, Pop kids, pubblicato per la casa editrice Black Candy Publishing; è uscito nelle librerie nell'aprile 2013.